# 2010년 동계 올림픽 개막식

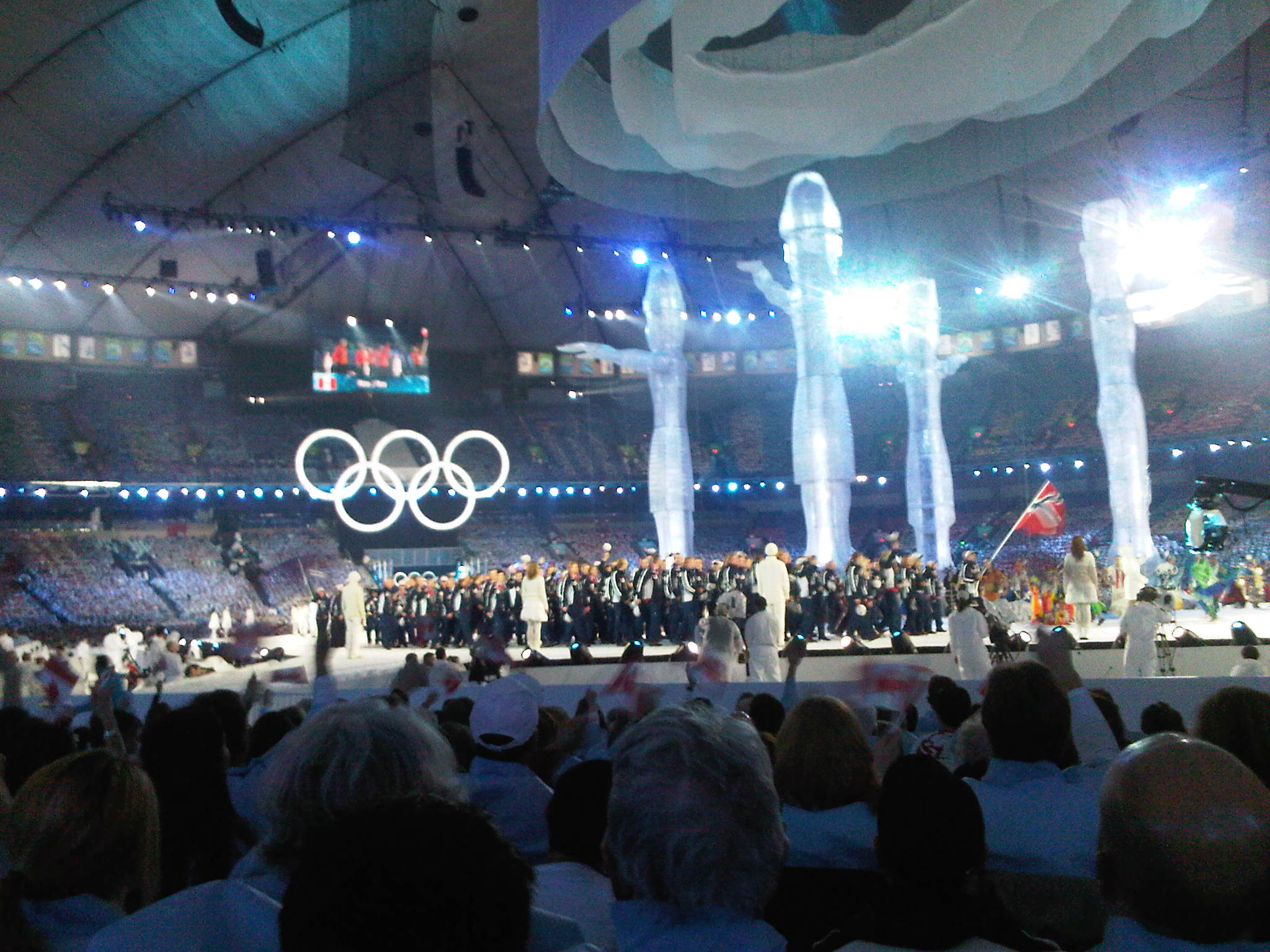
개막식 장면

2010년 동계 올림픽 개막식은 PST 기준으로 2010년 2월 12일에 캐나다의 브리티시컬럼비아주에 위치한 밴쿠버 시내에 있는 BC 플레이스 스타디움에서 열린 2010년 동계 올림픽의 개막식이다. 연방정부에서는 개막식만을 위해 4000만 달러가 넘는 돈을 쏟아부었으며 이것은 역대 동계 올림픽에서는 가장 높은 금액이며 역대 올림픽 중에서는 베이징 올림픽에 이어 두 번째이다. 처음으로 실내에서 개막식을 개최하는 올림픽이기도 하다. 개막식과 폐회식은 시드니 올림픽과 토리노 올림픽의 총감독을 맡았던 데이비드 앳킨스가 지휘했다.
개막식은 캐나다의 국기가 계양된 채 니키 야노프스키가 오 캐나다를 불렀으나, 연방 총독인 미카엘 장에 의해 공식적으로 거행됐다. 그녀의 남편인 장 다니엘 라퐁과 딸인 마리 에덴도 개막식에 참석했다.

## 같이 보기
- 2010년 동계 올림픽 폐막식